# Agni-IV
Agni-IV ("Fuego") es un misil balístico de alcance intermedio, el cuarto de la serie de misiles Agni que anteriormente se conocía como Agni II prime. Ha sido desarrollado por el DRDO de la India y muestra una serie de nuevas tecnologías y mejoras significativas en la tecnología de misiles. El misil es liviano y tiene dos etapas de propulsión sólida y una carga útil con escudo térmico de reentrada. Con un alcance de 4.000 km, es capaz de atacar objetivos en casi toda China continental, si se lanza desde la parte noreste de la India.